# Castillo de Salobreña

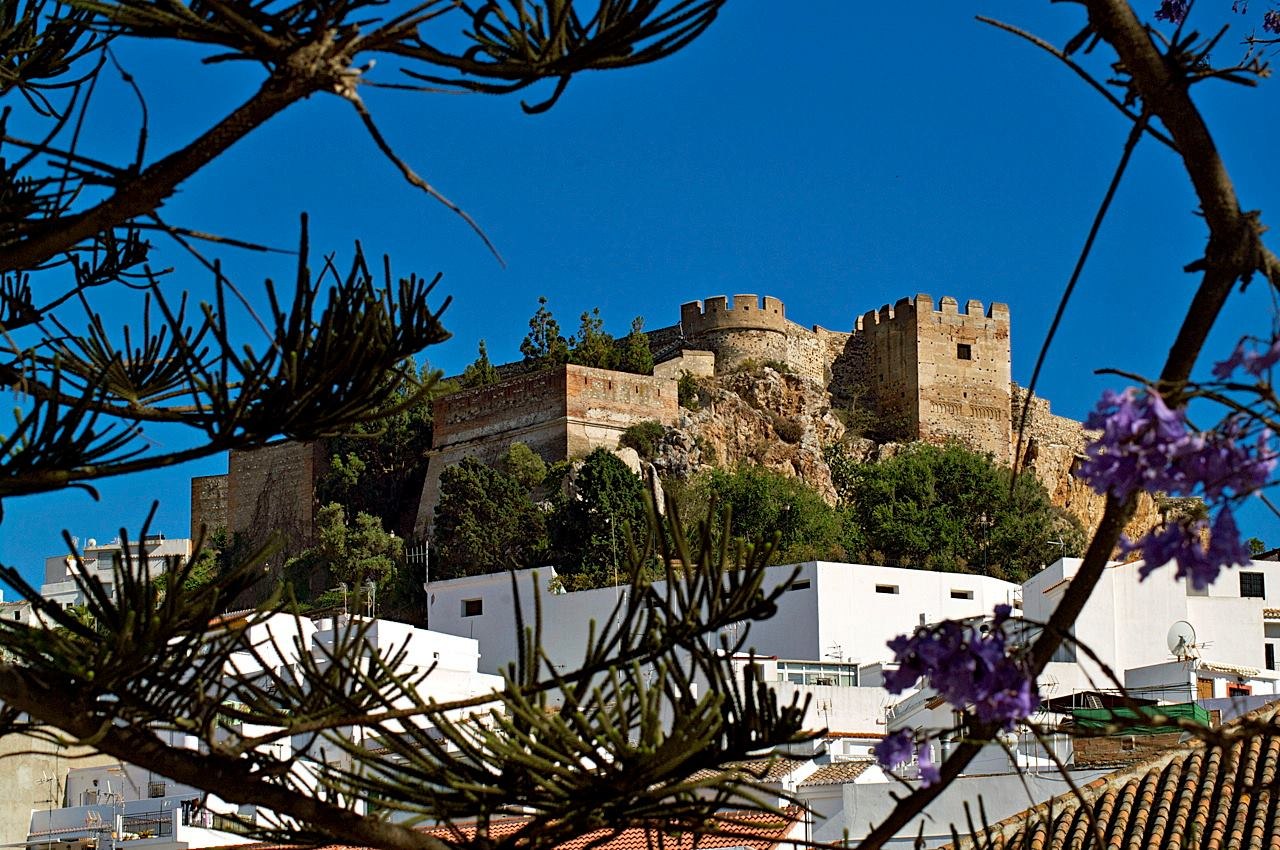
Castillo de Salobreña

Das Castillo de Salobreña (Burg von Salobreña) ist das bedeutendste Monument der spanischen Ortschaft Salobreña in der Provinz Granada und eine der am besten erhaltenen Burgen der Region.
Die Existenz einer Festung in Salobreña ist seit dem 11. Jahrhundert bekannt. Obwohl die Aufteilung dem Bau entspricht, der in der Zeit der Nasriden errichtet wurde, ist die arabische Burg das Ergebnis der Einflüsse der muslimischen und christlichen Architektur.
Die Burg steht unter dem Schutz der allgemeinen Erklärung des Dekrets vom 22. April 1949 und des Gesetzes 16/1985 über das spanische Kulturerbe.

## Lage und Landschaft
Wenn man sich auf der Burg von Salobreña befindet, die auf einem hohen Felsen über der Stadt steht und somit ein strategischer Verteidigungsort gegen Angriffe war, sieht man im Süden das Mittelmeer mit dem Peñón de Salobreña, einem halbinselförmigen Felsen und vielbesuchten Aussichtspunkt, und an klaren Tagen sogar das afrikanische Festland.   
Direkt darunter befindet sich eine große fruchtbare Ebene (Vega de Salobreña), die früher vollständig von Wasser bedeckt war, so dass der Felsen mit seiner Burg ursprünglich eine Insel war, von wo aus das Dorf seinen Anfang nahm. 

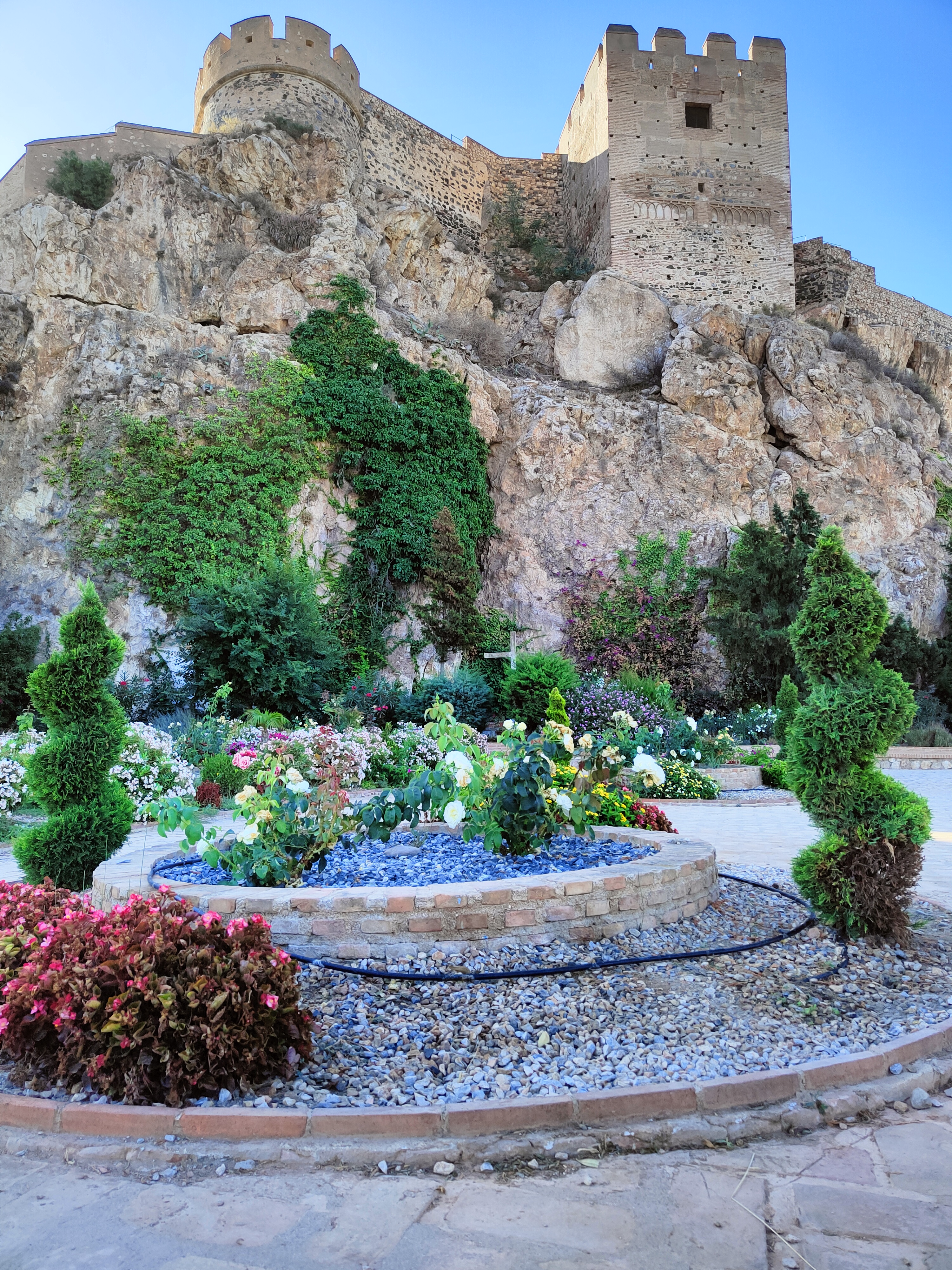
Castillo de Salobreña und Paseo de las Flores

Auf der anderen Seite, im Norden, ist die Sierra Nevada zu sehen, so dass man im Winter vom höchsten Turm aus rechts auf das Meer und links auf die schneebedeckten Berge blicken kann. 
Von den Türmen aus sieht man auf einen Blick das Stadtgebiet von Salobreña, die Vega de Salobreña, das Mittelmeer und die umliegenden Berge bis hin zur Sierra Nevada, weshalb die Burg ein beliebter Aussichtspunkt ist. 
Am Fuße der Burg befinden sich verschiedene Wege, die zum Strand hinunterführen, sowie der malerische Blumenweg (Paseo de las Flores), der heute Schauplatz kultureller Veranstaltungen ist, und an dessen Hang sich die ersten Bewohner des Felsens niederließen.

## Geschichte
Im 15. Jahrhundert wurde die Burg, wie bereits erwähnt, als Verteidigungsanlage errichtet, aber während der Zeit der Nasriden beherbergte sie auch einen königlichen Ruhepalast, der außerdem als königliches Gefängnis genutzt wurde. Den Chroniken zufolge waren in den Mauern mehrere Herrscher gefangen: Yusuf III., Muhammad VIII. der Kleine, Muhammad IX. der Linkshänder, Abu Nasr Saʿd und Abu l-Hasan Ali (spanisch: Muley Hacén) inhaftiert waren. Nach den Eroberungen und dem Einmarsch der kastilischen Truppen in Salobreña ging die Burg 1489 in den „Besitz“ des von den Katholischen Königen ernannten Bürgermeisters Francisco Ramírez de Madrid über. Später wurde sie aufgegeben, da sie kein strategischer Verteidigungspunkt mehr war, und musste - bzw. muss heute noch - zahlreichen Renovierungen unterzogen werden, um sie aufgrund ihres Zerfalls in Stand zu halten.

## Einfriedungen
Die Burg von Salobreña hat einen trapezförmigen Grundriss und besteht aus drei Anlagen: Der innere Teil entspricht in seinem Grundriss der alten nasridischen Festung, die durch vier Türme gekennzeichnet ist: den Torre del Homenaje, den Torre Nueva, den Torre del Polvorín und den Torre Vieja; die beiden anderen, die eine Verteidigungsfunktion haben, sind eine kastilische Erweiterung vom Ende des 15. Jahrhunderts. 

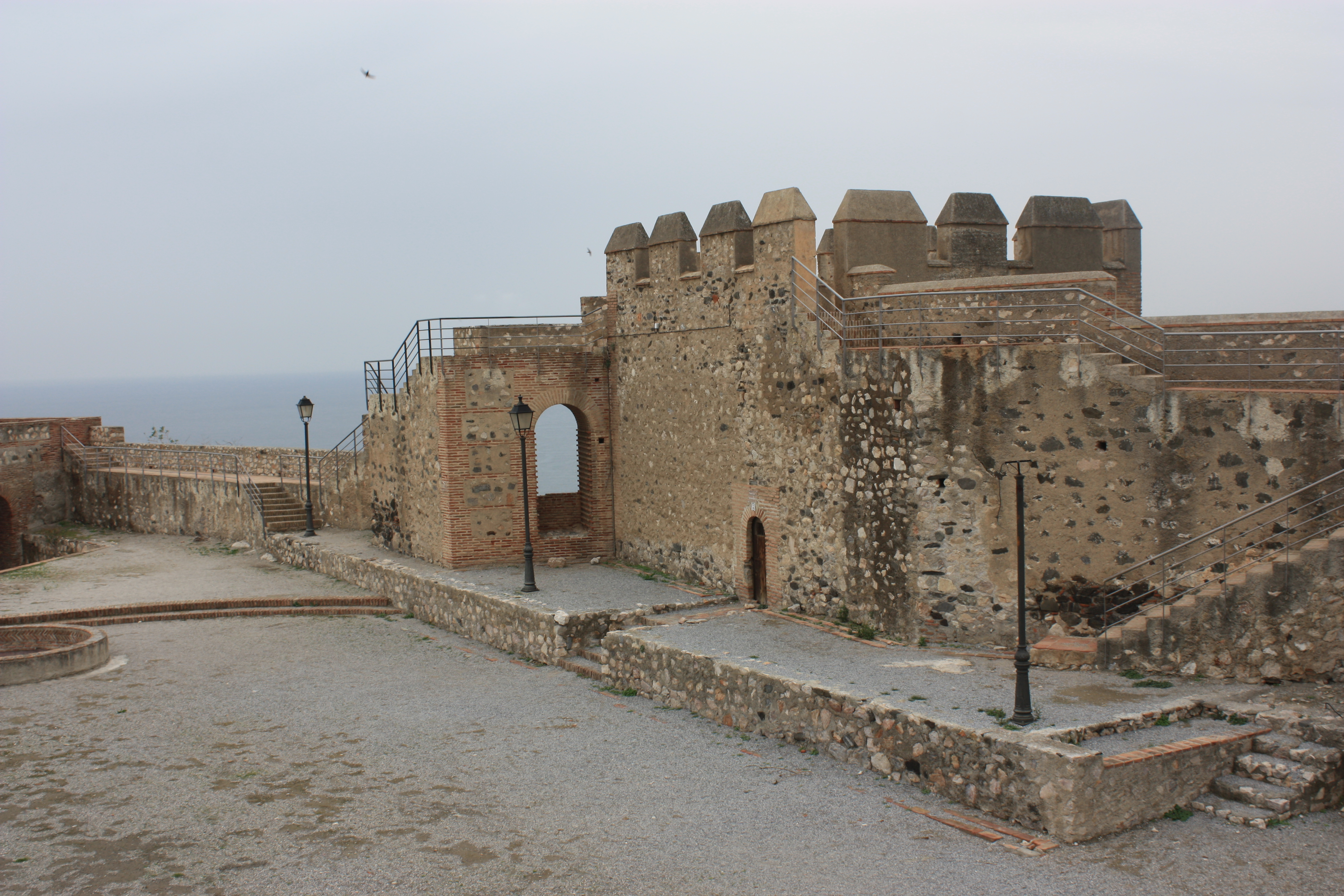
Castillo de Salobreña

Hier befinden sich der Zugangsturm und die äußere Umwehrung, flankiert von zwei weiteren Türmen, El Cubo (mit elliptischem Grundriss) und La Batería ( mit fünfeckigem Grundriss). Schließlich die sogenannte Coracha, ein Mauerabschnitt, der die Verbindung zwischen der Festung und einem bestimmten Punkt außerhalb der Festung schützte, um den Zugang zur Wasserversorgung zu sichern, und an deren Enden der Wasserturm und der Coracha-Turm bzw. die Bastion stehen. Erfrischende Innengärten umgeben die architektonischen Baukörper. Ihre Türme, Zinnen und Mauern, ihre Lage und Landschaft haben die Burg von Salobreña zu einem der meistbesuchten Monumente an der Küste Granadas gemacht.

## Restaurierung

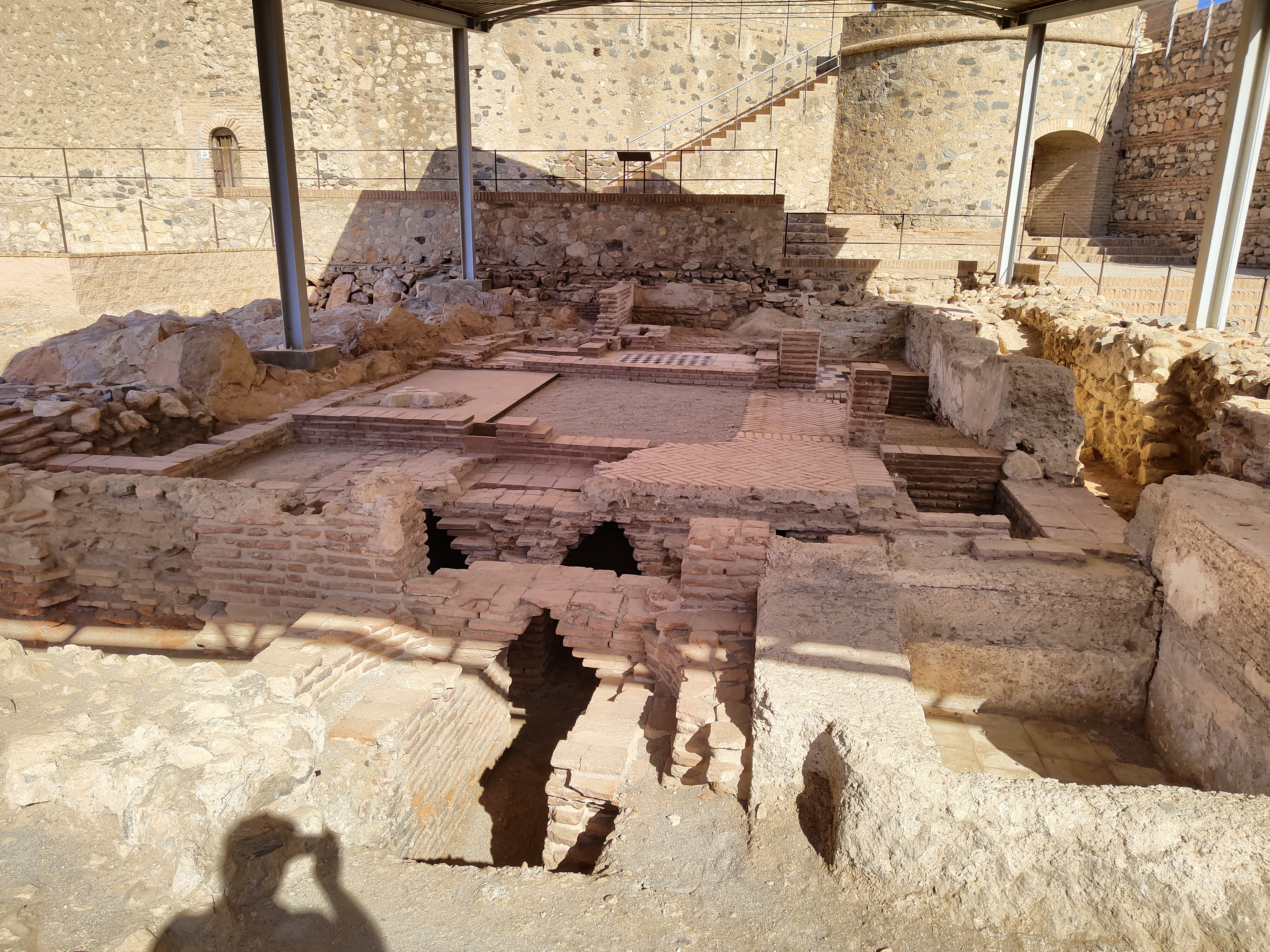
Ausgrabungen im Castillo

In der zweiten Hälfte des 20. Jahrhunderts wurden die ersten Restaurierungsarbeiten an der Burg von Salobreña durchgeführt. Es wurden fünf Projekte zur Konsolidierung und Restaurierung der Burg ausgearbeitet, die sich in einem völlig verfallenen Zustand befand. Die wichtigsten Arbeiten betrafen den Wiederaufbau der verschwundenen Mauerabschnitte und die Wiederherstellung der Fassadenverkleidung einiger Festungstürme. Neben den architektonischen Eingriffen wurde die Burg in den letzten Jahrzehnten des 20. Jahrhunderts für verschiedene kulturelle Aktivitäten genutzt.
Mit dem in den Jahren 2014/2015 entwickelten Projekt wurde versucht, die historischen, archäologischen und architektonischen Werte der Burg aufzuwerten, indem die Bauten der wichtigsten Epochen wiederhergestellt wurden. Einer der herausragendsten Aspekte des Projekts war die Ausgrabung und Aufwertung des Bades im Palastbereich.